# 帕里亞萬卡區 (萬卡約省)
帕里亞萬卡區（西班牙語：Distrito de Pariahuanca），是秘魯的一個區，位於該國中部胡寧大區的萬卡約省，始建於1857年1月2日，面積617.5平方公里，海拔高度2,070米，2005年人口8,196，人口密度每平方公里13人。